# Oihana Kortazar
Oihana Kortazar Aranzeta, née le 29 juin 1984 à Elgeta, est une coureuse de fond espagnole spécialisée en skyrunning. Elle est championne d'Europe de skyrunning 2011 et a remporté la Skyrunner World Series 2011.

## Biographie

### Débuts en compétition
Oihana commence la compétition en duathlon. Après son mariage, elle déménage à Mutriku en 2008 et découvre la discipline de course en montagne. Elle décroche ses premiers podiums puis s'oriente vers la discipline plus technique du skyrunning. En 2009, elle remporte son premier titre de championne d'Espagne de course en montagne FEDME à Alfondeguilla. Elle donne naissance à son premier enfant en 2010 et s'accorde une année de congé maternité.

### 2011-2013: les grands succès
À son retour à la compétition en 2011, elle explose sur la scène internationale. Le 29 mai, elle prend un départ rapide à Zegama-Aizkorri, se méfiant d'Emanuela Brizio. Oihana parvient à conserver l'avantage jusqu'à la ligne d'arrivée. Mise en confiance par sa victoire, elle domine ensuite la SkyRace Valmalenco-Valposchiavo, battant à nouveau Emanuela Brizio et remportant le titre de championne d'Europe de skyrunning. Le 3 juillet 2011, elle remporte son second titre national en s'imposant sur le SkyMarathon Ribagorza Románica réduit de moitié en raisons de fortes pluies. Le 14 août, elle suit l'Américaine Megan Lund, victorieuse l'année précédente à Sierre-Zinal, toutes deux larguées par Aline Camboulives. Oihana parvient à se défaire de l'Américaine dans la section plate et rattrape la Française, puis la double pour s'imposer avec deux minutes d'avance. Elle devient la première femme Espagnole à remporter la mythique course suisse. Elle conclut la saison de la Skyrunner World Series avec une deuxième place au Sentiero Delle Grigne. Grâce à ses victoires à Zegama-Aizkorri et à Sierre-Zinal ainsi que sa deuxième place à la Dolomites SkyRace, Oihana remporte le classement général avec une confortable avance sur l'Italienne Emanuela Brizio. Le 5 novembre, elle conclut son année prolifique avec une médaille d'argent sur l'épreuve du kilomètre vertical des championnats d'Europe de skyrunning tenue à Puig-Campana.
Annoncée comme l'une des favorites au Trail du Ventoux 2012, Oihana assume son rôle et mène la course en tête, remportant la victoire avec plus de quinze minutes sur Maud Gobert. Le 20 mai à Zegama-Aizkorri, elle est mise sous pression par Lauren Jeska qui passe brièvement en tête. Alors que l'Anglaise ralentit en seconde partie de course, Oihana fonce vers la victoire et s'impose avec une confortable avance de près de dix minutes sur Núria Picas. Elle participe aux SkyGames qui se déroulent dans la comarque de la Ribagorce. Le 30 juin, elle s'impose sur le kilomètre vertical en battant la championne d'Europe Laura Orgué. Le même jour, elle décroche la médaille d'argent sur la nouvelle épreuve SkySpeed. Le 8 juillet, elle prend le départ de l'épreuve-reine, le SkyMarathon qui se court dans le cadre du Ribagorza Skymarathon. À la lutte avec Núria Picas, Oihana parvient à prendre cinq minutes d'avance sur la première montée mais Núria la rattrape au sommet, prenant ensuite la tête de course. Perdant du terrain sur Núria, Oihana est ensuite doublée par Blanca Serrano et termine sur la troisième marche du podium avec près de 25 minutes de retard sur Núria. Le 17 novembre, elle se rend en Argentine pour participer au K42 Adventure Marathon. Effectuant toute la course en tête, elle remporte la victoire avec une confortable avance de six minutes devant Uxue Fraile.
En 2013, elle participe à la Transalpine Run, faisant équipe avec l'Italienne Silvia Serafini. Les deux femmes dominent la compétition féminine, remportant toutes les étapes et s'imposant avec plus de quatre heures sur leurs plus proches rivales.

### 2014-2018: seconde maternité et blessures
Elle donne naissance à son deuxième enfant en 2014 et s'accorde une nouvelle pause maternité. Contrairement à 2011, la reprise s'annonce plus compliquée, son rôle de mère prenant une place plus importante.
Le 17 mai 2015, elle se retrouve à la lutte avec Azara García, Paula Cabrerizo et Elisa Desco à Zegama-Aizkorri qui compte comme épreuve SkyRace aux championnats d'Europe de skyrunning. Alors que l'Italienne craque en fin de course, Azara prend le meilleur sur ses compatriotes pour s'imposer. Oihana termine sur la troisième marche du podium à une minute de Paula.
Elle se blesse fin août 2016 et passe l'essentiel de l'année 2017 hors des circuits de compétition afin de récupérer. Elle fait son retour en compétition sur la scène nationale en 2018, puis à nouveau sur les courses internationales en 2019,.

### 2019-2023: retour au sommet
Le 2 mai 2021, elle prend le départ de la Mágina SkyRace à Albanchez de Mágina qui accueille les championnats d'Espagne de course en montagne FEDME. Prenant un bon départ, elle mène les débats mais voit le trio composé de Maite Maiora, Patricia Pineda et Virginia Pérez revenir sur elle dans la dernière montée. Proclamée championne d'Espagne de kilomètre vertical la veille, Virginia lève cependant pied pour s'assurer la troisième place et laisse Maite poursuivre Oihana. Cette dernière ne se laisse pas impressionner et conserve la tête. Elle s'impose de justesse avec seize secondes d'avance pour remporter son quatrième titre. Le 9 juillet, elle prend part au kilomètre vertical des championnats du monde de skyrunning à La Vall de Boí. Voyant la Tchèque Marcela Vašínová s'envoler en tête, Oihana effectue une solide course pour assurer la deuxième marche du podium. Deux jours plus tard, elle s'élance sur le SkyMarathon et est menée par la Française Blandine L'Hirondel. Oihana mène le groupe de poursuivantes aux côtés de sa compatriote Patricia Pineda. Mais tandis que Blandine jette l'éponge en raison d'une douleur à la cheville, elle est doublée par Marcela Vašínová qui file s'offrir son deuxième titre. Oihana décroche la médaille d'argent et en remporte une troisième avec le classement du combiné,. Le 31 juillet, elle décide de rendre hommage à sa compatriote Emma Roca en s'élançant à l'assaut du record d'aller-retour du pic d'Aneto. Partant depuis Benasque, elle emprunte le parcours de l'Aneto X-Treme Marathon sur lequel Emma Roca avait réalisé le record en 5 h 2 min 31 s. Oihana atteint le sommet situé à 3 404 m d'altitude en 2 h 46 avec 24 minutes d'avance sur le record d'ascension détenu par l'alpiniste Teresa Roca. Oihana redescend pour compléter le parcours de 37,9 km en 4 h 40 min 42 s, battant le record d'Emma de près de vingt minutes.
Le 3 décembre 2022, elle se lance à l'assaut du sentier 0-4-0 du Teide. Partant depuis la ville de Los Realejos, elle atteint le sommet en 4 h 17 min 13 s, établissant un nouveau record d'ascension. Après une légère pause, elle redescend mais se tord la cheville lors d'une chute. Elle poursuit néanmoins sa descente qu'elle complète en 2 h 24 min 5 s. Elle boucle ainsi les 54 kilomètres du parcours en 6 h 41 min 18 s, battant de vingt minutes le précédent record d'aller-retour établi par la Néerlandaise Ragna Debats.
Le 26 février 2023, elle s'élance au départ des championnats d'Espagne de trail de la RFEA à Zahara de la Sierra. Prenant les commandes de la course, elle se voit dans un premier temps menacée par la championne en titre Júlia Font mais celle-ci finit par abandonner. Oihana Kortazar termine la course sans rivale et s'impose aisément pour remporter le titre. Le 16 avril, elle prend un départ prudent lors des championnats d'Espagne de course en montagne de la FEDME à Rute. Elle fait parler son expérience pour rattraper et doubler ses rivales. Elle s'offre ainsi son cinquième titre de la discipline.

## Palmarès

### Course en montagne
| no   | féminin            | Course                                            | Longueur | Départ          | Temps           |
| ---- | ------------------ | ------------------------------------------------- | -------- | --------------- | --------------- |
| 94e  | Médaille de bronze | Montée de l'Aubisque                              | 18,7 km  | 24 août 2008    | 1 h 42 min 30 s |
| 128e | Médaille de bronze | Subida al Angliru                                 | 13 km    | 12 octobre 2008 | 1 h 26 min 21 s |
| 52e  | Médaille d'or      | Sierre-Zinal                                      | 31 km    | 14 août 2011    | 3 h 11 min 25 s |
| 49e  | Médaille d'argent  | Three Peaks Race                                  | 37,4 km  | 27 avril 2013   | 3 h 36 min 29 s |
| 40e  | Médaille d'argent  | Marathon du Mont-Blanc                            | 42 km    | 28 juin 2015    | 4 h 45 min 40 s |
| 20e  | Médaille d'or      | Championnats d'Espagne de course verticale RFEA   | 7,5 km   | 13 avril 2024   | 50 min 28 s     |
| 47e  | Médaille d'or      | Championnats d'Espagne de course de montagne RFEA | 16,0 km  | 14 avril 2024   | 1 h 23 min 3 s  |

### Skyrunning
| no  | féminin            | Course                                                   | Longueur | Départ            | Temps           |
| --- | ------------------ | -------------------------------------------------------- | -------- | ----------------- | --------------- |
|     | Médaille d'or      | Championnats d'Espagne de course en montagne FEDME       | 34,5 km  | 13 juin 2009      | 4 h 15 min 11 s |
| 54e | 5e                 | Championnats d'Europe de skyrunning - Kilomètre vertical | 3,2 km   | 17 juillet 2009   | 46 min 59 s     |
| 63e | Médaille d'or      | Carrera Alto Sil                                         | 29 km    | 20 mars 2011      | 2 h 57 min 18 s |
| 48e | Médaille d'or      | Zegama-Aizkorri                                          | 42,2 km  | 29 mai 2011       | 4 h 42 min 50 s |
| 50e | Médaille d'or      | Championnats d'Europe de skyrunning - SkyRace            | 31 km    | 12 juin 2011      | 3 h 18 min 46 s |
|     | Médaille d'or      | Championnats d'Espagne de course en montagne FEDME       | 21 km    | 3 juillet 2011    | 2 h 9 min 16 s  |
| 46e | Médaille d'argent  | Dolomites SkyRace                                        | 23 km    | 24 juillet 2011   | 2 h 10 min 58 s |
| 37e | Médaille d'argent  | Trofeo Scaccabarozzi - Sentiero Delle Grigne             | 28 km    | 18 septembre 2011 | 2 h 59 min 13 s |
| 48e | Médaille d'argent  | Championnats d'Europe de skyrunning - Kilomètre vertical | 3,65 km  | 5 novembre 2011   | 46 min 53 s     |
| 48e | Médaille d'or      | Carrera Alto Sil                                         | 29 km    | 18 mars 2012      | 3 h 1 min 10 s  |
| 51e | Médaille d'or      | Championnats d'Espagne de course en montagne FEDME       | 33,2 km  | 6 mai 2012        | 3 h 40 min 39 s |
| 62e | Médaille d'or      | Zegama-Aizkorri                                          | 42,2 km  | 20 mai 2012       | 4 h 52 min 30 s |
| 29e | Médaille d'or      | Haria Extreme Copa                                       | 32,5 km  | 16 juin 2012      | 3 h 7 min 16 s  |
| 15e | Médaille d'or      | SkyGames - Kilomètre vertical                            | 3 km     | 30 juin 2012      | 43 min 59 s     |
| 25e | Médaille de bronze | SkyGames - SkyMarathon                                   | 42 km    | 8 juillet 2012    | 5 h 21 min 48 s |
| 59e | Médaille de bronze | Giir di Mont                                             | 32 km    | 29 juillet 2012   | 4 h 8 min 49 s  |
| 49e | Médaille d'or      | Gorbeia Suzien                                           | 28 km    | 13 octobre 2012   | 3 h 6 min 25 s  |
| 20e | Médaille d'or      | Carrera Alto Sil                                         | 32 km    | 15 mars 2015      | 3 h 24 min 19 s |
| 83e | Médaille de bronze | Championnats d'Europe de skyrunning - SkyRace            | 42,2 km  | 17 mai 2015       | 4 h 44 min 57 s |
| 16e | Médaille d'or      | SkyRace Comapedrosa                                      | 21 km    | 26 juillet 2015   | 3 h 21 min 15 s |
| 15e | Médaille d'or      | Marató Pirineu                                           | 45 km    | 19 septembre 2015 | 4 h 31 min 36 s |
| 36e | Médaille de bronze | Gorbeia Suzien                                           | 31 km    | 27 septembre 2015 | 3 h 33 min 16 s |
| 40e | Médaille de bronze | Limone Extreme                                           | 23 km    | 17 octobre 2015   | 3 h 22 min 24 s |
| 11e | Médaille d'or      | KM Vertical La Bobia                                     | 4 km     | 19 mars 2016      | 42 min 40 s     |
| 33e | Médaille d'argent  | Carrera Alto Sil                                         | 32 km    | 20 mars 2016      | 3 h 26 min 24 s |
| 18e | Médaille d'or      | Transvulcania Marathon                                   | 45 km    | 5 mai 2016        | 4 h 47 min 50 s |
| 84e | Médaille de bronze | Zegama-Aizkorri                                          | 42,2 km  | 22 mai 2016       | 5 h 6 min 37 s  |
| 46e | 5e                 | Championnats du monde de skyrunning - SkyMarathon        | 42 km    | 23 juillet 2016   | 4 h 57 min 36 s |
| 46e | Médaille d'argent  | SkyRace Comapedrosa                                      | 21 km    | 31 juillet 2016   | 3 h 17 min 18 s |
| 31e | 4e                 | Matterhorn Ultraks 46K                                   | 46 km    | 20 août 2016      | 5 h 55 min 57 s |
| 37e | Médaille d'argent  | Buff Epic Trail 42K                                      | 42 km    | 1er juillet 2018  | 5 h 27 min 55 s |
| 46e | Médaille d'argent  | Skyrhune                                                 | 21 km    | 22 septembre 2018 | 2 h 33 min 48 s |
| 76e | 5e                 | Zegama-Aizkorri                                          | 42,2 km  | 2 juin 2019       | 4 h 52 min 16 s |
| 31e | Médaille de bronze | Giir di Mont                                             | 21 km    | 28 juillet 2019   | 2 h 41 min 3 s  |
| 44e | Médaille d'argent  | Skyrhune                                                 | 21 km    | 21 septembre 2019 | 2 h 25 min 40 s |
| 9e  | Médaille d'or      | Trail Pirineu                                            | 56 km    | 5 octobre 2019    | 5 h 56 min 24 s |
| 19e | Médaille d'or      | Canfranc-Canfranc 45K                                    | 45 km    | 12 septembre 2020 | 6 h 37 min 28 s |
| 81e | Médaille d'or      | Championnats d'Espagne de course en montagne FEDME       | 28,5 km  | 2 mai 2021        | 3 h 6 min 22 s  |
| 59e | Médaille de bronze | Olla de Núria                                            | 21 km    | 13 juin 2021      | 2 h 35 min 25 s |
| 23e | Médaille d'argent  | Championnats du monde de skyrunning - Kilomètre vertical | 2,8 km   | 9 juillet 2021    | 43 min 14 s     |
| 20e | Médaille d'argent  | Championnats du monde de skyrunning - SkyMarathon        | 42 km    | 11 juillet 2021   | 4 h 57 min 48 s |
| 5e  | Médaille d'or      | Canfranc-Canfranc 45K                                    | 45 km    | 10 septembre 2022 | 6 h 17 min 41 s |
| 13e | Médaille d'or      | Ultra Alto Sil                                           | 54 km    | 18 mars 2023      | 6 h 22 min 42 s |
| 93e | Médaille d'or      | Championnats d'Espagne de course en montagne FEDME       | 28 km    | 16 avril 2023     | 3 h 16 min 39 s |
| 35e | Médaille d'or      | Desafío Urbión                                           | 37 km    | 10 septembre 2023 | 4 h 33 min 51 s |
| 35e | Médaille de bronze | Acantilados del Norte Skyrace                            | 29 km    | 2 mars 2024       | 3 h 10 min 26 s |
| 40e | Médaille d'or      | SkyRace Gorges du Tarn                                   | 24 km    | 18 mai 2024       | 2 h 51 min 58 s |
| 11e | Médaille d'argent  | Madeira SkyRace                                          | 45 km    | 15 juin 2024      | 5 h 51 min 34 s |
| 13e | Médaille d'or      | Desafío Urbión (Open)                                    | 37 km    | 9 septembre 2024  | 4 h 34 min 59 s |
| 24e | Médaille de bronze | Maga SkyMarathon                                         | 39 km    | 22 septembre 2024 | 5 h 45 min 38 s |
| 32e | Médaille de bronze | Marató Pirineu                                           | 42 km    | 5 octobre 2024    | 4 h 17 min 16 s |
| 44e | Médaille d'argent  | Sobrescobio Skyrace                                      | 32 km    | 27 octobre 2024   | 3 h 37 min 16 s |
| 30e | Médaille de bronze | SkyMasters                                               | 42,5 km  | 16 novembre 2024  | 5 h 46 min 40 s |
| 32e | Médaille de bronze | Acantilados del Norte Skyrace                            | 29 km    | 22 mars 2025      | 3 h 7 min 57 s  |

### Trail
| no  | féminin            | Course                                 | Longueur | Départ           | Temps           |
| --- | ------------------ | -------------------------------------- | -------- | ---------------- | --------------- |
|     | Médaille d'or      | Zumaia Flysch Trail                    | 27 km    | 26 juillet 2009  | 2 h 22 min 18 s |
| 31e | Médaille d'or      | Trail du Ventoux                       | 46 km    | 24 mars 2012     | 4 h 51 min 20 s |
| 42e | Médaille d'or      | Zumaia Flysch Trail                    | 31 km    | 22 juillet 2012  | 2 h 40 min 56 s |
| 15e | Médaille d'or      | K42 Adventure Marathon                 | 42 km    | 17 novembre 2012 | 4 h 9 min 7 s   |
| 10e | Médaille d'or      | El Cruce Columbia                      | 100 km   | 5 février 2013   | 9 h 44 min 42 s |
| 14e | Médaille d'or      | Zumaia Flysch Trail                    | 42 km    | 25 juillet 2015  | 4 h 9 min 27 s  |
| 18e | Médaille d'or      | El Cruce Columbia                      | 100 km   | 10 février 2016  | 10 h 3 min 50 s |
| 8e  | Médaille d'argent  | Reventón Trail Long Race               | 55 km    | 9 avril 2016     | 5 h 47 min 37 s |
| 77e | Médaille de bronze | Zumaia Flysch Trail                    | 42 km    | 3 juillet 2016   | 4 h 27 min 53 s |
| 14e | Médaille d'or      | Zumaia Flysch Trail                    | 42 km    | 23 juin 2019     | 4 h 10 min 58 s |
| 9e  | Médaille d'argent  | Zumaia Flysch Trail Maratoia           | 43,3 km  | 3 octobre 2021   | 5 h 26 min 25 s |
| 46e | 6e                 | Marathon du Mont-Blanc                 | 42 km    | 26 juin 2022     | 4 h 28 min 43 s |
| 16e | Médaille d'argent  | Zumaia Flysch Trail Maratoia Erdia     | 22,2 km  | 2 octobre 2022   | 1 h 43 min 44 s |
| 24e | Médaille d'or      | Championnats d'Espagne de trail RFEA   | 39,4 km  | 26 février 2023  | 4 h 12 min 7 s  |
| 81e | 7e                 | Championnats du monde de trail - Court | 45,2 km  | 8 juin 2023      | 5 h 18 min 45 s |
| 47e | Médaille de bronze | Marathon du Mont-Blanc                 | 44,5 km  | 25 juin 2023     | 4 h 25 min 57 s |
| 24e | Médaille d'or      | Val d'Aran by UTMB - PDA               | 55 km    | 6 juillet 2023   | 6 h 32 min 38 s |
| 62e | 8e                 | Championnats d'Europe de trail         | 58 km    | 1er juin 2024    | 6 h 12 min 35 s |